# NGC 3450
NGC 3450 is een balkspiraalstelsel in het sterrenbeeld Waterslang. Het hemelobject werd op 22 maart 1835 ontdekt door de Britse astronoom John Herschel.

## Synoniemen
- ESO 569-6
- MCG -3-28-4
- UGCA 218
- IRAS 10456-2034
- KARA 467
- PGC 32270